# Прекрасна епоха (фільм)
«Прекра́сна епо́ха» (фр. «Belle Époque») — іспанський фільм Фернандо Труеби 1992 року. Назва походить від однойменного періоду в історії Франції. Робота отримала 9 нагород «Гоя», а також премію «Оскар» як найкращий іноземний фільм.

## Сюжет
1931 рік. Іспанія політично поділена між республіканцями та традиційниками. Фернандо, молодий солдат, дезертував з армії. Він потоварішував з чоловіком похилого віку Маноло. Незабаром до того приїхали на гостину чотири доньки; побачивши їх, Фернандо передумав їхати до Мадриду. З трьома старшими солдат займався коханням, знайшовши окремий підхід до кожної з них, тому що кожна має свою історію. Старша сестра, Клара, торік поховала чоловіка і, залишившись в молодому віці вдовою, шукає розради у Фернандо. Віолета— лесбійка. Фернандо привабив її лише тоді, коли вдягнув костюм жінки на карнавал. Третя дівчина, Росіа, планує одружитися з Хуаніто - сином заможних батьків. Якось після чергової сварки з нареченим вона переспала із Фернандо. Проте далі фізичної близькості ці стосунки не зайшли. Лус, наймолодша з сестер, по-справжньому закохалася у нового знайомого батька. Спостерігаючи за відносинами між Фернандо та сестрами, дівчина сердиться та ревнує його. У кінці фільму Фернандо розуміє, що почуття Лус щирі та одружується з нею. У фіналі троє старших сестер повертаються до Мадриду, а Лус із Фернандо їдуть до Америки. Маноло залишається один.  

## У ролях
- Хорхе Санс — Фернандо
- Фернандо Фернан Гомес — Маноло
- Міріам Діас Акора — Клара (у титрах Міріам Діас-Акора)
- Аріадна Гіл — Віолета
- Марібель Верду — Росіо
- Пенелопа Крус — Лус
- Габіно Дієго — Хуаніто
- Агустін Гонсалес — Дон Луїс
- Чус Лампреаве — Донья Асун
- Марі Кармен Рамірес — Амалія
- Мішель Галабрю — Данглар

## Нагороди
- «Гоя» (1993)
  - Найкращий фільм (Mejor Película)
  - Найкращий режисер (Mejor Director) — Фернандо Труеба
  - Найкраща акторка (Mejor Actriz Principal) — Аріадна Гіл
  - Найкращий актор другого плану (Mejor Actor de Reparto) — Фернандо Фернан Гомес
  - Найкраща акторка другого плану (Mejor Actriz de Reparto) — Чус Лампреаве
  - Найкращий оригінальний сценарій (Mejor Guión Original) — Рафаель Аскона, Хосе Луїс Гарсія Санчес, Фернандо Труеба
  - Найкращий оператор (Mejor Fotografía) — Хосе Луїс Алькайне
  - Найкращий дизайн (Mejor Dirección Artística) — Хуан Ботелла
  - Найкращий мнтаж (Mejor Montaje) — Кармен Фріас
- «Оскар»
  - Найкращий іноземний фільм [3]
- Берлінський кінофестиваль (1993)
  - Золотий ведмідь (номінація)[4]